# Барахоев, Ахмет Магометович
Ахме́т Магоме́тович Барахо́ев (род. 10 сентября 1984) — российский футболист, полузащитник.

## Карьера
Начинал карьеру в 2005 году в «Ангуште», с которым вышел в Первый дивизион. После расформировании команды выступал за «Дружбу» в 2007—2009 годах. В 2010 году вновь защищал цвета «Ангушта». 2011 год начинал в ставропольском «Динамо», но уже летом перебрался в чемпионат Молдавии в «Зимбру», с которым стал бронзовым призёром чемпионата. 6 июля 2012 года в матче против уэльского «Бангор Сити» (0:0) дебютировал в Лиге Европы. В 2013 году вновь выступал за «Дружбу». Летом 2013 года подписал контракт с «Дачией», в составе которой стал серебряным призёром чемпионата Молдавии, а также финалистом Кубка. В сентябре 2015 года в третий раз стал игроком «Ангушта». В 2017 году завершил карьеру.

## Достижения
- Серебряный призёр чемпионата Молдавии: 2014/15
- Бронзовый призёр чемпионата Молдавии: 2011/12
- Финалист Кубка Молдавии: 2014/15
- Победитель зоны «Юг» Второго дивизиона России: 2005